# Língua camacã
A língua camacã (Kamakan), ou Ezeshio, é uma língua extinta de uma pequena família linguística apontada como provavelmente pertencente ao grupo Macro-Jê. São dialetos o Cotoxó e Mongoió/Mangaló.

## Classificação
A língua camacã é um sub-grupo do tronco linguístico macro-Jê. Esta língua era falada por vários grupos indígenas que vivam no atual estado brasileiro da Bahia: os Kamakan, Mongoió, Menién, Cotoxó e Masacará.

## Características
A língua camacã/mongoió, falada pelos antigos habitantes da região serrana da Bahia pode ser identificada como língua aglutinativa, e, a despeito do léxico, segue os mesmos padrões fonéticos da língua nhengatu, ou seja: tem mais sons faringais e nasais, do em comparação ao português:

## Vocabulário
Algumas palavras da língua camacã:
| Português                        | Camacã                           |
| -------------------------------- | -------------------------------- |
| cabeça                           | aurú                             |
| orelha                           | nincouká                         |
| olho                             | anquedô                          |
| nariz                            | ninjicô                          |
| boca                             | diharicô                         |
| lábio                            | diukah                           |
| ombro                            | nincam                           |
| dente                            | dju                              |
| língua                           | dihary                           |
| mão                              | nincas                           |
| dedo (do pé)                     | haúan                            |
| braço                            | nhiuám                           |
| pescoço                          | ninkadjô                         |
| dedo (da mão)                    | nhindjú                          |
| unha                             | nhindjouká                       |
| coxa                             | acatçá                           |
| perna (canela)                   | cai                              |
| pé                               | uádhê                            |
| pele                             | anká                             |
| menina                           | carancódjô; quanin               |
| negro (homem)                    | cuadá                            |
| pessoa de consideração           | huahy                            |
| pessoa ruim                      | abonhô                           |
| velho (homem)                    | stadjê                           |
| arco                             | cuhan                            |
| canoa                            | canoacá                          |
| cobra                            | kfö                              |
| banana                           | dacô                             |
| peixe                            | huam                             |
| traíra (peixe)                   | huim                             |
| casa                             | dhá                              |
| fogo                             | diakö                            |
| lua                              | dihê                             |
| sol                              | yotcou                           |
| ele dorme                        | humhum dhon                      |
| quero peixe (desejo comer peixe) | nhuam quhá                       |
| eu o vejo                        | ha hôch                          |
| eu (me, eu)                      | chcan (o ch quase imperceptível) |
| dê-me água                       | chcan couhá                      |